# Ken Hughes
 (janvier 2016).
Si vous disposez d'ouvrages ou d'articles de référence ou si vous connaissez des sites web de qualité traitant du thème abordé ici, merci de compléter l'article en donnant les références utiles à sa vérifiabilité et en les liant à la section « Notes et références ».
Pour les articles homonymes, voir Hughes.
Ken Hughes né Kenneth Graham Hughes (19 janvier 1922 à Liverpool, au Royaume-Uni - 28 avril 2001 à Los Angeles, aux États-Unis) est un réalisateur, scénariste de films pour la télévision, romancier, scénariste et producteur britannique.

## Biographie
Ken Hughes a été tour à tour auteur dramatique pour la télévision, scénariste et réalisateur. Il fut en outre romancier. Spécialiste du polar à ses débuts à Londres – on lui doit une très originale transposition de Macbeth dans l’univers mafieux américain Joe Macbeth en 1955, il passe à des budgets plus élevés grâce au succès des Procès d'Oscar Wilde (1960) interprété par Peter Finch. 
En 1964, il dénude artistement Kim Novak dans L'Ange Pervers, une adaptation de Servitude humaine de William Somerset Maugham, avant de s’attaquer au personnage de James Bond qu’il anoblit dans une version grandiloquente : Casino Royale (1967). Fait extrêmement rare : Albert R. Broccoli, le producteur de la plupart des autres films de James Bond, ne lui tiendra pas rigueur d'avoir participé à ce James Bond indépendant et acceptera de travailler avec lui par la suite. 
Ken Hughes donne à la fois dans des films ambitieux : son Cromwell (1970), dépeint le personnage à la manière d’un Fidel Castro du XVIIe siècle, comme dans du cinéma très grand public : Chitty Chitty Bang Bang pour Albert R. Broccoli en 1968.  
Après Alfie Darling (1975), suite tardive de Alfie le dragueur (1966) de Lewis Gilbert, il produit un film musical au casting chargé : Mae West et Ringo Starr, entre autres, y participeront. Après Sextette (1978, Hughes se prépare à décrocher du cinéma. Il le fera en 1981 après avoir réalisé un ultime film : Les Yeux de la terreur, petit suspense d’épouvante, qui révèle pour la première fois à l’écran la belle Rachel Ward, compatriote de Hughes.
Il a travaillé dans l’industrie du film pendant plus de 50 ans.
Il fut marié à Charlotte Epstein.
Le 28 avril 2001, il meurt à Los Angeles (Californie), des suites de la maladie d'Alzheimer.

## Filmographie partielle

### Scénariste de cinéma
- 1969 : Caine (Shark!) de Samuel Fuller

### Scénariste de télévision
- 1974 : La Chute des aigles (Fall of Eagles) de John Elliot

### Réalisateur de cinéma
- 1955 : L'Affaire du singe rouge (en) (Little Red Monkey)
- 1955 : Piège pour une canaille (en) (Confession)
- 1955 : Joe MacBeth (en)
- 1955 : Le mort frappe à la porte (en) (Timeslip)
- 1956 : Portrait d'une aventurière (en) (Wicked as They Come)
- 1957 : Les Trafiquants de la nuit (The Long Haul)
- 1960 : Jazz Boat
- 1960 : Les Procès d'Oscar Wilde (The Trials of Oscar Wilde)
- 1963 : Les Folles Nuits de Sammy Lee (en) (The Small World of Sammy Lee)
- 1964 : L'Ange pervers (Of Human Bondage)
- 1966 : Arrivederci baby (Drop Dead Darling)
- 1967 : Casino Royale
- 1968 : Chitty Chitty Bang Bang
- 1970 : Cromwell
- 1974 : Crime à distance (The Internecine Project)
- 1978 : Sextette
- 1981 : Les Yeux de la terreur (Night School)